# Can Campoy
Can Campoy és una obra racionalista de Mataró (Maresme) protegida com a bé cultural d'interès local.

## Descripció
Xalet racionalista de planta baixa i dues plantes pis. La composició de l'edifici acusa la horitzontalitat reforçada per les línies del balcó, cornisa i pèrgola superior. Sota el balcó i en planta baixa hi ha un porxo d'accés a l'edifici. La façana presenta un acabat amb aplacat de pedra i estucat lliscat.
La tanca del carrer combina la utilització de l'aplacat de pedra i el ferro amb motius geomètrics.